# Рябуха Сергій Вікторович
Сергі́й Ві́кторович Рябу́ха (нар. 28 березня 1991 Ніжин, Чернігівська область — 17 червня 2014 Металіст, Слов'яносербський район, Луганська область) — український військовик, старший солдат, гранатометник 24-й батальйон територіальної оборони «Айдар» ЗСУ. Кавалер ордена «За мужність» III ступеня, учасник російсько-української війни.

## Життєпис
Народився Сергій Рябуха 28 березня 1991 року в м. Ніжині. Закінчив Ніжинську середню школу № 6 та Київське професійне училище залізничного транспорту № 28. Здобув спеціальність «слюсар з ремонту рухомого складу, помічник машиніста електровоза». До 2010 року працював техніком в Міжнародному аеропорту «Київ» (Жуляни).
Служив у Збройних Силах України з 14 квітня 2010 по 14 квітня 2011 року — за військовою спеціальністю водій автомобілів. Активний учасник Євромайдану.
При проведенні другої хвилі мобілізації пішов добровольцем до Збройних Сил України, служив у добровольчому батальйоні «Айдар», в Афганській сотні..

## Обставини загибелі
Загинув від уламка гранати при виконанні бойового завдання 17 червня 2014 року біля селища Металіст, у районі м. Щастя, Луганської області. Передова група батальйону «Айдар», що вирушила до місця бою сил АТО з терористами, потрапила в засідку. Залишився прикривати відхід своєї групи, яку ворог обстріляв з важкого озброєння; врятував життя 16 побратимів. Загалом бій тривав 20 годин.
Похований на Мигалівському цвинтарі в місті Ніжині.

## Нагороди
26 лютого 2015 року за особисту мужність і героїзм, виявлені у захисті державного суверенітету та територіальної цілісності України, вірність військовій присязі під час російсько-української війни, відзначений — нагороджений орденом «За мужність III ступеня» (посмертно).

## Вшанування пам'яті
У школі № 6, де в свого часу вчився загиблий герой доброволець Сергій Рябуха, встановили меморіальну дошку. Кошти на виготовлення меморіальної дошки були зібрані колективом школи та батьками учнів.
У Ніжині є вулиця Сергія Рябухи.